# Rhodeus ocellatus
Rhodeus ocellatus és una espècie de peix cipriniforme de la família dels ciprínids.

## Morfologia
Els mascles poden assolir els 6,5 cm de longitud total.

## Distribució geogràfica
És originari de Taiwan i ha estat introduït a l'est de la Xina, a Corea i al Japó.